# Савала, Кристиан
Кристиан Александре Савала Брионес (исп. Cristián Alexander Zavala Briones; род. 3 августа 1999, Пуэнте-Альто) — чилийский футболист, вингер клуба «Коло-Коло» и сборной Чили.

## Клубная карьера

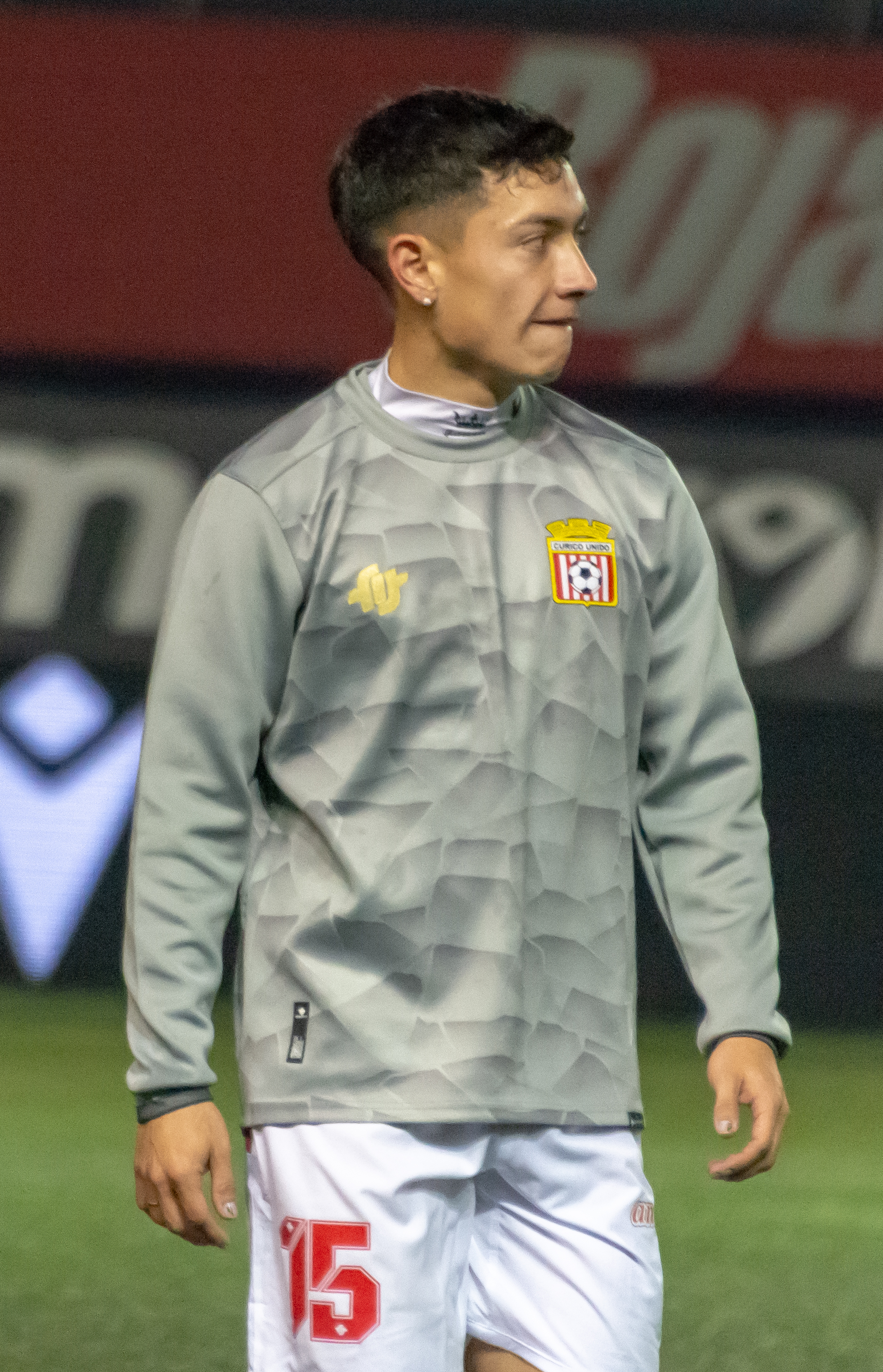
Савала в составе «Курико Унидо»

Савала — воспитанник клубов «Коло-Коло», «Магальянес» и «Кокимбо Унидо». 28 июля 2018 года в матче против «Сантьяго Уондерерс» он дебютировал в чилийской Примере B в составе последнего. По итогам сезона игрок помог клубу выйти в элиту. 16 февраля 2019 года в поединке против «Универсидад Католика» он дебютировал в чилийской Примере. В 2020 году Савала на правах аренды выступал за «Артуро Фернандес Виаль».
В 2021 году Савала перешёл в «Депортес Мелипилья». 27 марта в матче против «Курико Унидо» он дебютировал за новый клуб. 9 мая в поединке против «Сантьяго Уондерерс» Кристиан забил свой первый гол за «Депортес Мелипилья».
В начале 2022 года Савала вернулся в «Коло-Коло». 7 февраля в матче против «Эвертона» он дебютировал за команду. 23 июля в поединке против «Уачипато» Кристиан забил свой первый гол за «Коло-Коло». В своём дебютном сезоне он помог клубу выиграть чемпионат. В 2023 году Савала на правах аренды перешёл в «Курико Унидо». 4 февраля в матче против «Аудакс Итальяно» он дебютировал за новую команду. 9 мая в поединке против «Магальянес» Кристиан забил свой первый гол за «Курико Унидо». По окончании аренды игрок вернулся в «Коло-Коло». 7 марта 2024 года в матче Кубка Либертадорес против парагвайского «Спортиво Триниденсе» Савала забил гол.

## Международная карьера
9 декабря 2021 года в товарищеском матче против сборной Мексики Савала дебютировал за сборную Чили.

## Достижения
Клубные
 «Коло-Коло»
- Победитель чилийской Примеры — 2022